# Santo Estêvão (Bahía)
Santo Estêvão es un municipio brasileño del estado de Bahía. Se localiza a una latitud 12º25'49" sur y a una longitud 39º15'05" oeste, estando a una altitud de 242 m s. n. m.. Forma parte del Valle del Paraguaçu. Su población estimada en 2004 era de 78 163 habitantes. 
Posee un área de 366,597 km².

## Geografía

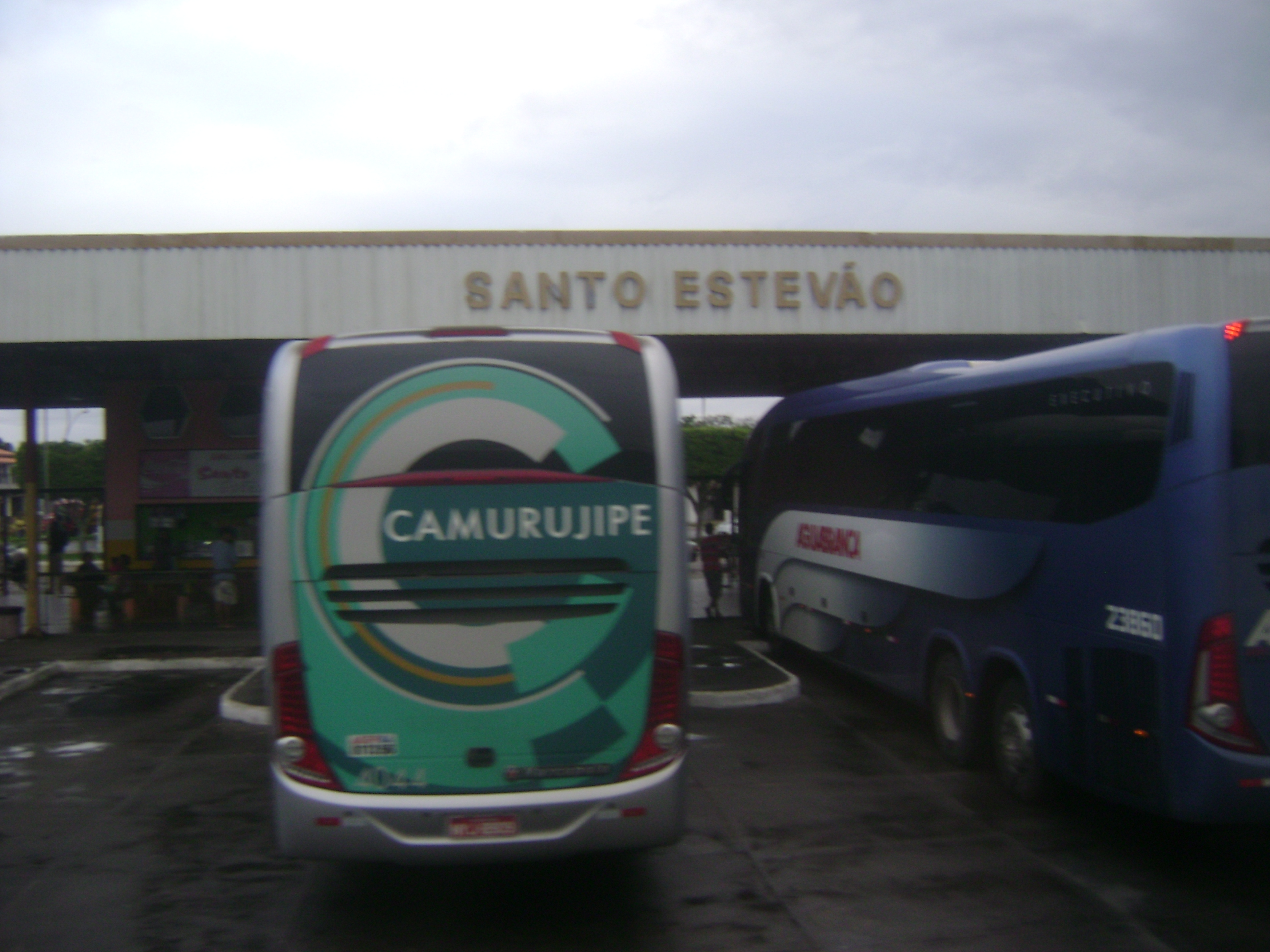
Carretera de la ciudad.

Santo Estêvão tiene, una geografía semejante a la de estados como Goiás y Tocantins, por ser de topografía plana. Es muy seco, por esto en ciertas época del año, muchos agricultores llegan a perder decenas de cabezas de ganado, debido a las fuertes sequías existentes en la región.